# Жеррі Дюмерсі Йока
Жеррі Дюмерсі Йока (фр. Jerry Dieu-Merci Yoka; нар. 14 липня 2006, Республіка Конго) — конголезький футболіст, правий вінґер житомирського «Полісся».

## Життєпис
Футболом розпочав займатися на батьківщині. Виступав за «Расінг» (Браззавіль) у другому дивізіоні чемпіонату Республіки Конго.
19 липня 2024 року підписав 4-річний контракт з «Поліссям», але одразу ж був переведений до резервної команди. Дебютував за «Полісся-2» 18 серпня 2024 року в переможному (4:1) домашньому поєдинку 2-го туру групи А Другої ліги України проти «Ужгорода». Жеррі вийшов на поле в стартовому складі та відіграв увесь матч, а на 5-й хвилині відзначився першим голом за другу команду житомирян.

## Стиль гри
Виділяється витривалістю, швидкістю та націленістю на ворота суперника.